# Partido Democrático de Base de Alemania
El Partido Democrático de Base de Alemania (en alemán: Basisdemokratische Partei Deutschland, abreviado en alemán: dieBasis) es un partido político alemán. 

## Descripción
El objetivo declarado del partido es fortalecer la democracia de base en la sociedad y en la política, ya que consideran que muchas áreas de la vida están dominadas por intereses económicos, ganancias y luchas por el poder político. Los cientistas políticos y los informes de los medios, sin embargo, generalmente identifican al partido como un brazo político del movimiento "Querdenker", compuesto de opositores al confinamiento por la pandemia de COVID-19 y activistas antivacunas.
El partido no puede ubicarse fácilmente en el espectro político, pero según una investigación de RedaktionsNetzwerk Deutschland, su membresía combina a los creyentes en la medicina alternativa y el esoterismo con teóricos de la conspiración de extrema derecha como el Movimiento Ciudadanos del Reich.
En las elecciones federales de 2021, el partido obtuvo un 1,4% de los votos.